# Jan Mulder (Sprachwissenschaftler)
Jan Mulder (* 1919; † 27. Oktober 2011) war ein niederländischer Sprachwissenschaftler. 

## Leben
Nach dem Militärdienst in Niederländisch-Indien studierte Mulder Sinologie, indonesische Sprachen, Sprachwissenschaft und Anthropologie an der Universität Jakarta. Nach dem Zweiten Weltkrieg setzte er sein Studium in Leiden fort und promovierte in Oxford. 1968 bekam Mulder eine Professur in St. Andrews. Als dort das linguistische Seminar 1983 geschlossen wurde, nahm Mulder noch Gastprofessuren an der Universität Freiburg sowie der Mahidol-Universität Thailand wahr. Die letzten Lebensjahre verbrachte Mulder in seiner niederländischen Heimat. 

## Leistungen
In der Tradition der Prager Schule und unter dem Einfluss André Martinets entwickelte Mulder die Theorie des Axiomatischen Funktionalismus. Dabei arbeitete er u. a. eng mit Sándor Hervey und einigen Schülern zusammen.

## Werke (Auswahl)
- Sets and Relations in Phonology –A Theory of Linguistic Description with Special Reference to Pekingese, DPhil. Thesis, University of Oxford, 1966
- Sets and Relations in Phonology: an Axiomatic Approach to the Description of Speech, Oxford, Clarendon Press, 1968
- (mit Sándor Hervey) Theory of the Linguistic Sign, The Hague, Mouton, 1972
- (mit Sándor Hervey): The Strategy of Linguistics. Papers on the Theory and Methodology of Axiomatic Functionalism, Edinburgh, Scottish Academic Press, 1980
- Foundations of Axiomatic Linguistics, Berlin-New York, Mouton De Gruyter, 1989
- (mit Paul Rastall)Ontological Questions in Linguistics, München, lincom Europa, 2005
- (mit Sándor Hervey)Postulates for Axiomatic Functionalis, Linguistica online, 2009  <http://www.phil.muni.cz/linguistica/art/mulderhervey/muh-001.pdf>